# Langenstraße 58 (Stralsund)
Das Haus Langenstraße 58 in Stralsund ist ein denkmalgeschütztes Bauwerk in der Langenstraße, Ecke Jacobiturmstraße.

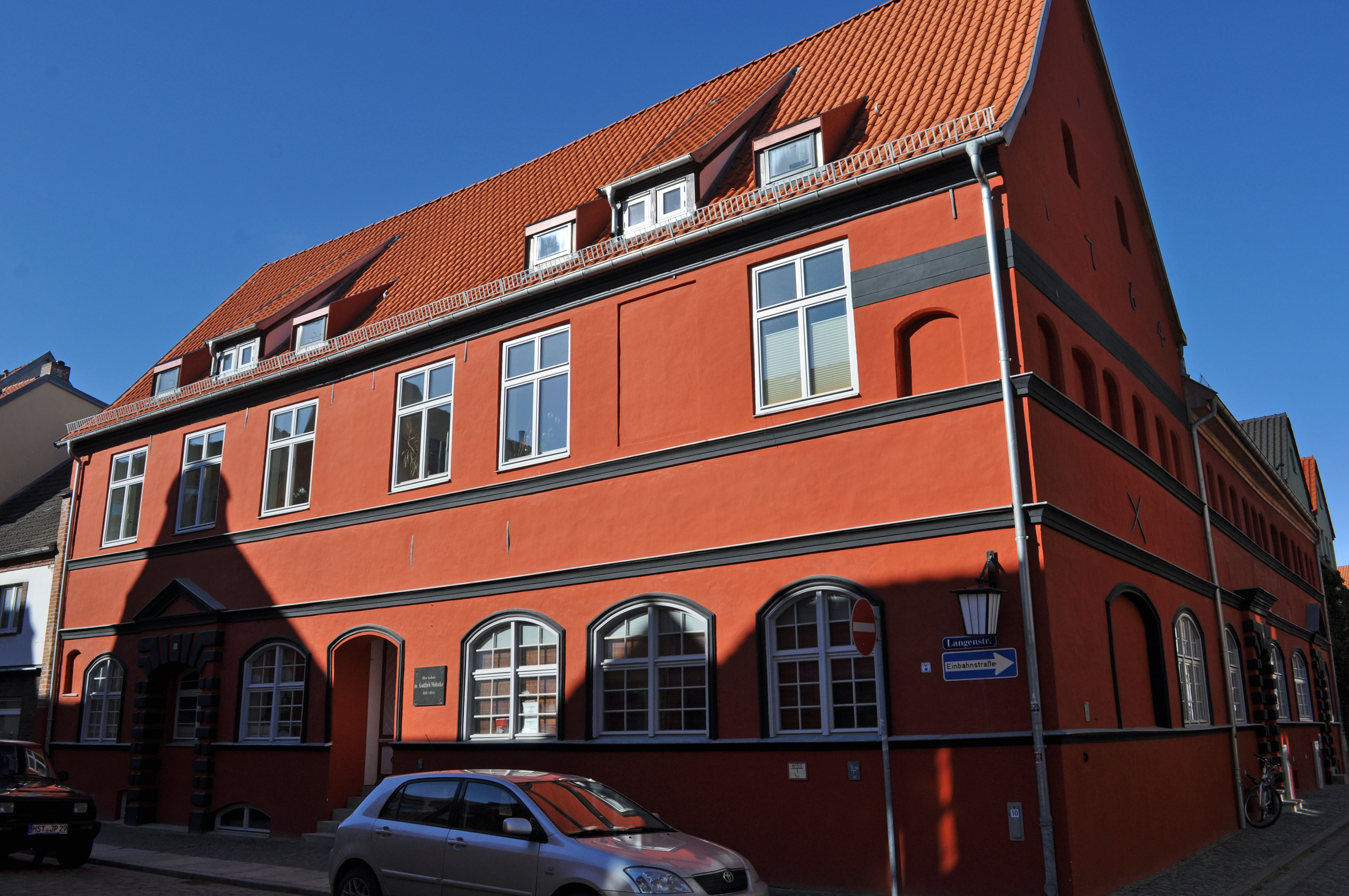
Haus Langenstraße 58 in Stralsund (2012)

Der zweigeschossige Putzbau mit hohem Satteldach fungierte zunächst als Pfarrhaus der St.-Jakobi-Kirche (Stralsund). Zum Grundstück gehörte damals auch das Haus Jacobiturmstraße 16/17. Im Jahr 1981 wurde die Fassadengliederung des 17. Jahrhunderts rekonstruiert. Damit wurde gleichzeitig die barocke Gestaltung aufgegeben, einziger Hinweis darauf ist noch die Jahreszahl 1764 am Giebel. Im Erdgeschoss sind breite Segmentbogenfenster zu sehen sowie ein später vermauertes segmentbogiges Portal. Im Obergeschoss über dem Putzband sind zur Langenstraße hin rechteckige Fenster, zur Jacobiturmstraße hin segmentbogige Luken zu sehen.
Im Haus wohnte von 1814 bis 1841 Gottlieb Mohnike, an den eine Gedenktafel am Haus erinnert.
Das Haus im Kerngebiet des von der UNESCO als Weltkulturerbe anerkannten Stadtgebietes des Kulturgutes „Historische Altstädte Stralsund und Wismar“ ist in die Liste der Baudenkmale in Stralsund eingetragen.